# Campeonato nacional de Estados Unidos 1934
Lista de los campeones del Campeonato nacional de Estados Unidos de 1934:

## Senior

### Individuales masculinos
Fred Perry vence a  Wilmer Allison, 6–4, 6–3, 1–6, 8–6

### Individuales femeninos
Helen Jacobs vence a  Sarah Palfrey Cooke, 6–1, 6–3

### Dobles masculinos
George Lott /  Lester Stoefen vencen a  Wilmer Allison /  John Van Ryn, 6–4, 9–7, 3–6, 6–4

### Dobles femeninos
Helen Jacobs /  Sarah Palfrey Cooke vencen a  Carolin Babcock /  Dorothy Andrus, 4–6, 6–3, 6–4

### Dobles mixto
Helen Jacobs /  George Lott vencen a  Elizabeth Ryan /  Lester Stoefen, 4–6, 13–11, 6–2
| Predecesor: 1933                         | Campeonato nacional de Estados Unidos 1934 | Sucesor: 1935                         |
| Predecesor: Campeonato de Wimbledon 1934 | Grand Slam 1934                            | Sucesor: Campeonato de Australia 1935 |

- Datos: Q2410674